# Bisenzio
Der Bisenzio ist ein 47 km langer Fluss in der Region Toskana in Italien, der die Provinzen Prato und die Metropolitanstadt Florenz von Norden nach Süden durchquert und der bei Signa in den Arno mündet.

## Verlauf
Der Fluss entspringt im nördlichen Apennin wenige Meter südlich der Gemeinde Cantagallo, Provinz Prato, etwa 40 km nordnordwestlich von Florenz.
Die Quellgemeinde Cantagallo durchfließt er in einer Länge von insgesamt 10 km und bewegt sich zunächst nordöstlich nach Vernio (210 m), wo er 6 km verbringt. Danach wendet er sich nach Süden, geht wieder durch das Gemeindegebiet von Cantagallo (Ortsteil Carmignanello, 183 m), wo er auf die historischen Brücken Ponte di Cerbaia (Ponte della Signoria genannt) und Ponte Rotto trifft, und durchquert dann Vaiano (98 m, Länge des Flusslaufes im Ortsgebiet 8 km), wo der Rio Fiumenta zufließt, und die Provinzhauptstadt Prato (9 km, 30 m). Hier trifft er zunächst im nördlichen Ortsteil Santa Lucia auf die Fischzuchtanlage (Pescaia), dann passiert er rechtsseitig das Ortszentrum des Hauptortes mit den Brücken Ponte di Mercatale und Ponte alla Vittoria. Dem Ort Campi Bisenzio gibt er seit 1862 seinen Namen und durchfließt das Gemeindegebiet auf 8 km Länge. Hier wird er von den Flüsschen Marinella und Marina gespeist. Nach weiteren 5 km im Gemeindegebiet von Signa fließt der Bisenzio von Norden kommend dem Arno als rechter Nebenfluss zu.

## Schienenverkehr
- In weiten Teilen des Flussverlaufes zwischen Vernio und Prato verläuft die Bahnstrecke Bologna–Florenz parallel zum Fluss. Haltestellen gibt es in Vaiano und Vernio.

## Der Bisenzio bei Dante
Der Ort wird von Dante Alighieri im Inferno seiner Göttlichen Komödie (32. Gesang, 55–57) erwähnt
Se vuoi saper chi son cotesti due, la valle onde Bisenzo si dichina, del padre loro Alberto e di lor fue.
dt. in der Übersetzung von Carl Streckfuß:
Soll ich, wer diese beiden sind, dir zeigen?, Das Thal, das des Bisenzio Flut benetzt, War ihnen einst und ihrem Vater eigen.

## Bilder

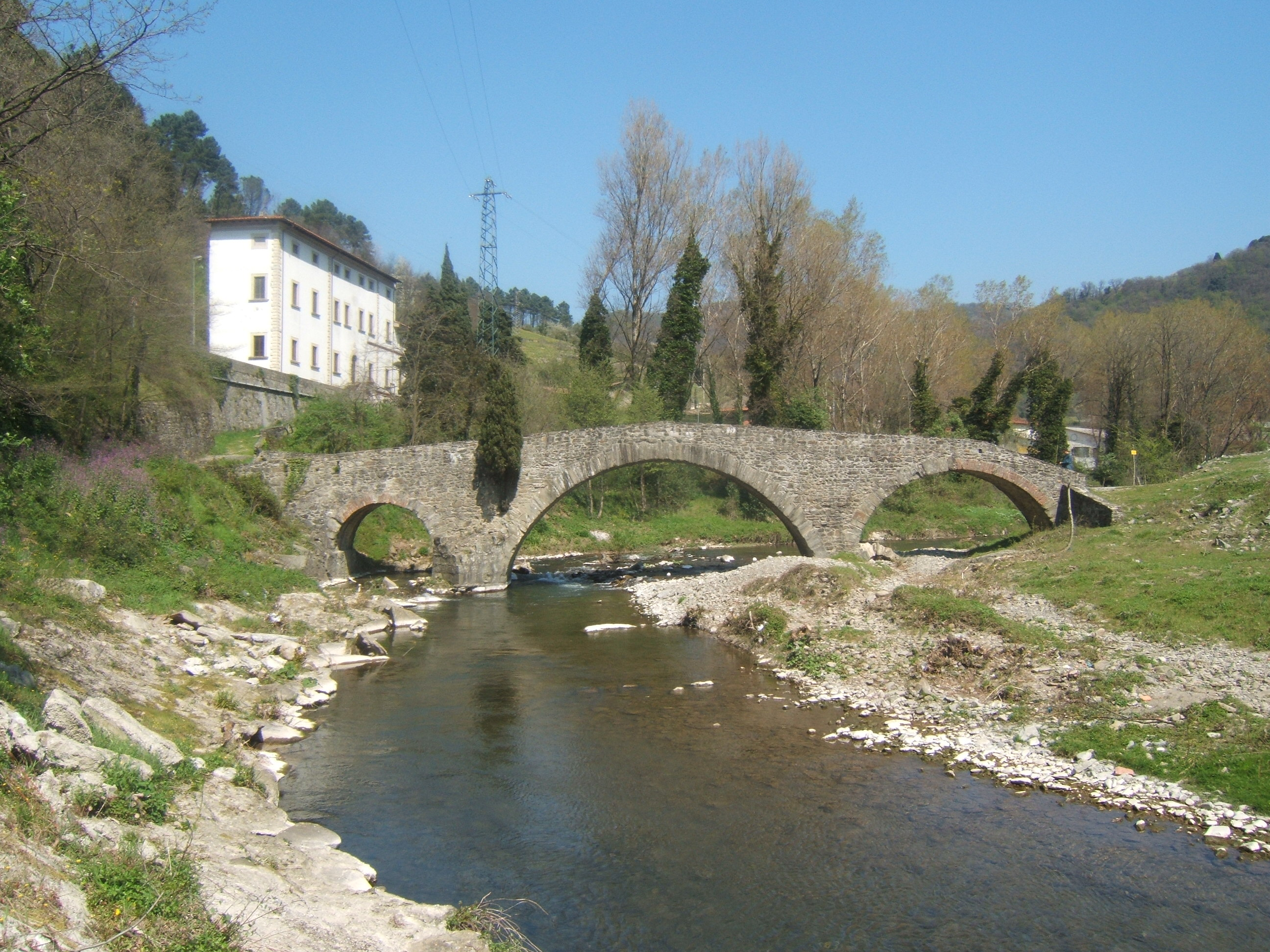
Brücke Ponte di Cerbaia bei Carmignanello (Cantagallo)
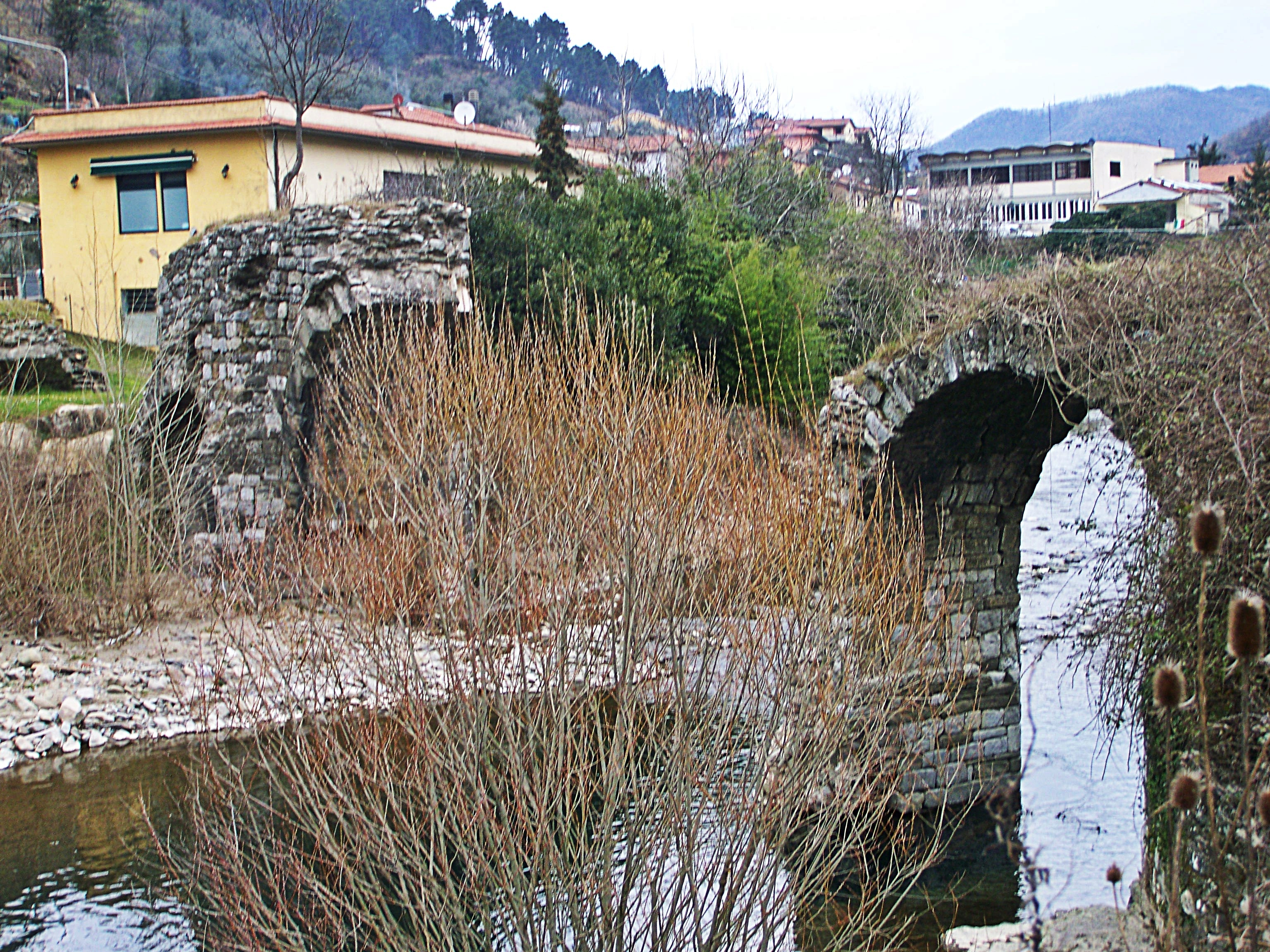
Ponte Rotto bei Carmignanello (Cantagallo)
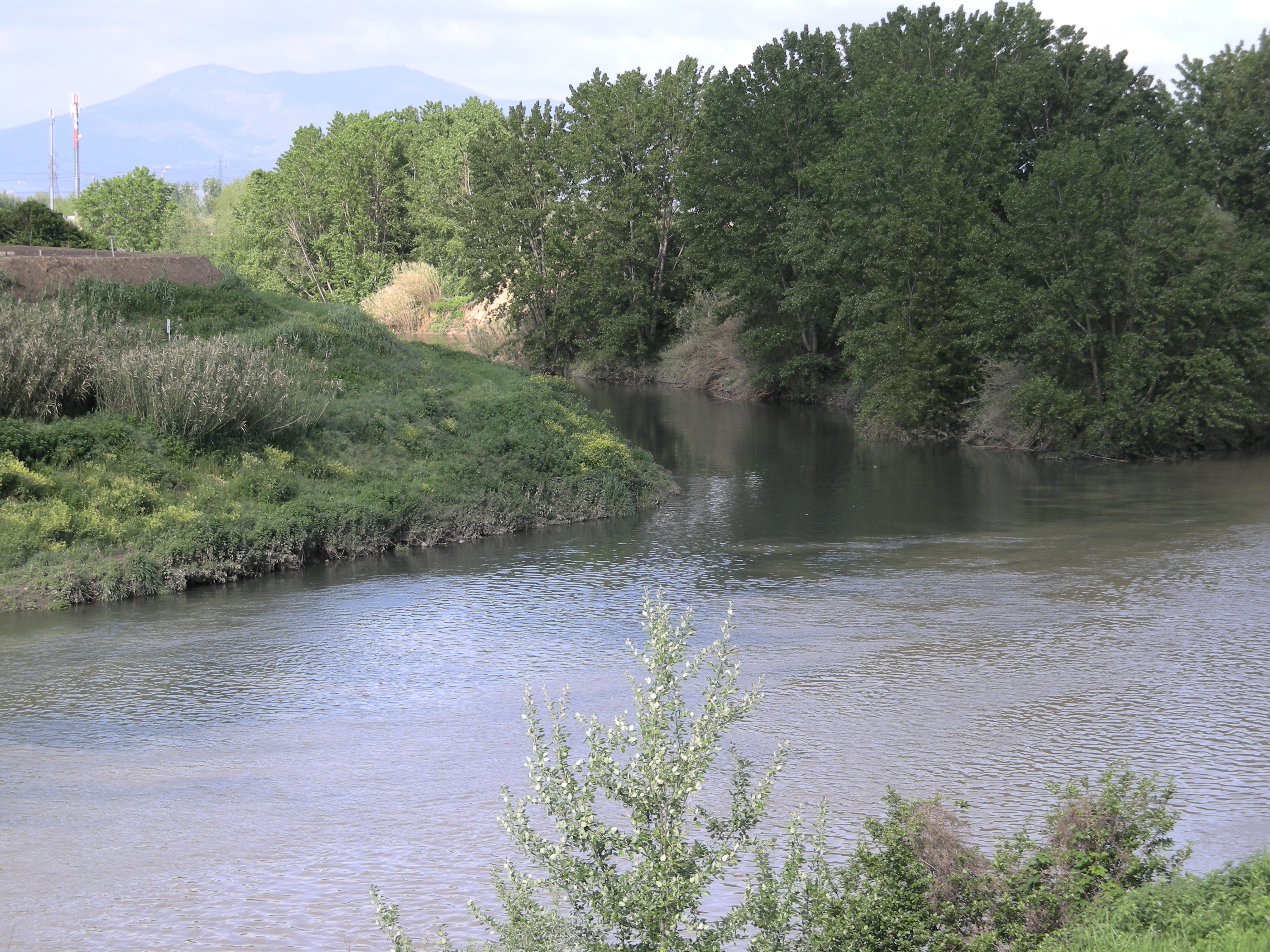
Zufluss in den Arno bei Signa